# Jeff Durgan
Jeffrey D. „Jeff” Durgan (ur. 29 sierpnia 1961 w Tacoma) – amerykański piłkarz, grający na pozycji pomocnika, reprezentant kraju.

## Kariera piłkarska
Jeff Durgan wychowywał się w Tacomie, gdzie uczęszczał do Stadium High School. Po ukończeniu studiów w 1980 roku podpisał profesjonalny kontrakt z klubem ligi NASL - New York Cosmos, gdzie grał obok takich gwiazd jak m.in.: Giorgio Chinaglia, Carlos Alberto Torres i Franz Beckenbauer, a zadebiutował w kwietniu 1980 roku. Już w pierwszym sezonie w klubie rozegrał 28 meczów ligowych oraz zdobył mistrzostwo NASL, a także został wybranym Odkryciem Roku NASL pokonując m.in.: Marka Petersona z Seattle Sounders.
W sezonie 1981 klub stracił mistrzostwo ligi po przegranym finale w rzutach karnych 2:1 z Chicago Sting, jednak w sezonie 1982 Durgan wraz z klubem odzyskał mistrzostwo, a sam został wybrany Drużyny Dublerów NASL.
W 1983 roku USSF utworzyło drużynę Team America, oraz namówili piłkarzy z NASL, MISL i ASL. Durgan opuścił New York Cosmos i został zawodnikiem Team America, którego został kapitanem, jednak pod koniec sezonu po rozegraniu 27 meczów ligowych powrócił do New York Cosmos, w z którego odszedł w 1985 roku po rozegraniu 94 meczów w lidze NASL oraz 14 meczów w lidze MISL. Grał także w latach 1981-1982 i 1984 halowej drużynie klubu, w której rozegrał 37 meczów ligowych i strzelił 5 goli, a także zdobył halowe wicemistrzostwo ligi NASL.
Dnia 20 maja 1985 roku został zawodnikiem pół-profesjonalnego klubu ligi MISL - FC Seattle, którego trener Bruce Rioch mianował Durgana kapitanem. Jednak Durgan rozegrał w drużynie zaledwie 4 mecze ligowe, gdyż 29 lipca 1985 roku został wyrzucony z klubu po bójce z Johnem Catliffem.
Łącznie w lidze NASL rozegrał 121 meczów, a w lidze MISL 18 meczów.

### Kariera reprezentacyjna
Jeff Durgan w latach 1983-1985 rozegrał 7 meczów i strzelił 1 gola w reprezentacji Stanów Zjednoczonych. Debiut zaliczył dnia 8 kwietnia 1983 roku w wygranym 2:0 meczu towarzyskim z reprezentacją Haiti rozegranym na Estadio Sylvio Cator w Port-au-Prince, w którym Durgan również strzelił swojego jedynego gola.
Wystąpił z nią na igrzyskach olimpijskich 1984 w Los Angeles, na których z powodu kontuzji nogi wystąpił tylko ze zremisowanym 1:1 meczu z reprezentacją Egiptu. Reprezentacja Stanów Zjednoczonych zakończyła udział w igrzyskach już rundzie grupowej zajmując 3.miejsce w grupie D.
Ostatni mecz w reprezentacji Stanów Zjednoczonych rozegrał dnia 15 maja 1985 roku w wygranym 2:1 meczu kwalifikacyjnym do mistrzostw świata 1986 z reprezentacją Trynidadu i Tobago rozegranym na Big Arch Stadium w Saint Louis.
Jeff Durgan w 1999 roku zajął 46. miejsce w plebiscycie na Sportowca 20-lecia stanu Waszyngton według czasopisma Sports Illustrated.

### Mecze w reprezentacji
| L.p. | Data       | Miasto         | Przeciwnik          | Gol | Wynik | Rozgrywki         |
| ---- | ---------- | -------------- | ------------------- | --- | ----- | ----------------- |
| 1.   | 08.04.1983 | Port-au-Prince | Haiti               | Gol | 2:0   | Towarzyski        |
| 2.   | 30.05.1984 | Nowy Jork      | Włochy              |     | 0:0   | Towarzyski        |
| 3.   | 29.09.1984 | Willemstad     | Antyle Holenderskie |     | 0:0   | El. Mundialu 1986 |
| 4.   | 06.10.1984 | Saint Louis    | Antyle Holenderskie |     | 4:0   | El. Mundialu 1986 |
| 5.   | 02.04.1985 | Vancouver      | Kanada              |     | 0:2   | Towarzyski        |
| 6.   | 04.04.1985 | Portland       | Kanada              |     | 1:1   | Towarzyski        |
| 7.   | 15.05.1985 | Saint Louis    | Trynidad i Tobago   |     | 2:1   | El. Mundialu 1986 |

## Życie prywatne
Jeff Durgan po zakończeniu kariery piłkarskiej uzyskał tytuł licencjata na University of Washington. Durgan obecnie mieszka w Michigan wraz z żoną i trójką dzieci.

## Sukcesy piłkarskie

### New York Cosmos
- Mistrzostwo NASL: 1980, 1982
- Wicemistrzostwo NASL: 1981
- Halowe wicemistrzostwo NASL: 1981

### Indywidualne
- Drużyna Dublerów NASL: 1982
- Odkrycie ligi NASL: 1980